# 세묘놉스키섬
세묘놉스키섬(러시아어: о. Семёновский)는 노보시비르스크 제도의 남쪽지역, 랍테프해의 동쪽지역에 위치해 있다. 면적은 5 sq km이고, 가장 작은 섬이다.